# Каулун
Каулун (九龍) је град у Кини у региону Хонгконг. Према процени из 2009. у граду је живело 1.942.641 становника.

## Становништво
Према процени, у граду је 2009. живело 1.942.641 становника.
| 1990.     | 2000.     | 2009.     |
| --------- | --------- | --------- |
| 2.030.683 | 2.023.979 | 1.942.641 |